# Нанні де Вільєрс
Нанні де Вільєрс (англ. Nannie de Villiers; нар. 5 січня 1976) — колишня південноафриканська тенісистка.
Найвищу одиночну позицію світового рейтингу — 172 місце досягла 15 грудня 1997, парну — 53 місце — 16 вересня 2002 року.
Здобула 4 одиночні та 1 парний титул.
Найвищим досягненням на турнірах Великого шолома було 3 коло в парному розряді.
Завершила кар'єру 2007 року.

## Фінали турнірів WTA

### Парний розряд: 3 (1–2)
| Легенда                      |
| ---------------------------- |
| Турніри Великого шлему (0–0) |
| Tier I (0–0)                 |
| Tier II (0–0)                |
| Tier III (0–1)               |
| Tier IV & V (1–1)            |

| Результат | Дата     | Турнір                                                     | Покриття | Партнерка                  | Суперниці                           | Рахунок       |
| --------- | -------- | ---------------------------------------------------------- | -------- | -------------------------- | ----------------------------------- | ------------- |
| Поразка   | Січ 2001 | Richard Luton Properties Canberra International, Австралія | Тверде   | Аннабел Еллвуд             | Ніколь Арендт Ай Суґіяма            | 4–6, 6–7(2)   |
| Перемога  | 2002     | Canberra International, Австралія                          | Тверде   | Ірина Селютіна             | Саманта Рівз Адріана Серра-Дзанетті | 6–2, 6–3      |
| Поразка   | Вер 2002 | Waikoloa Championships, США                                | Тверде   | Селютіна Ірина Геннадіївна | Мейлен Ту Марія Венто-Кабчі         | 6–1, 2–6, 3–6 |

## Фінали ITF

### Одиночний розряд: 8 (4–4)
| турніри $75,000 |
| турніри $50,000 |
| турніри $25,000 |
| турніри $10,000 |

| Результат | Ранг | Дата           | Турнір                        | Покриття | Суперниця       | Рахунок       |
| --------- | ---- | -------------- | ----------------------------- | -------- | --------------- | ------------- |
| Перемога  | 1.   | 9 травня 1994  | ITF Брекнелл, Велика Британія | Тверде   | Клер Тейлор     | 6–2, 6–2      |
| Поразка   | 2.   | 1 серпня 1994  | ITF Мюнхен, Німеччина         | Ґрунт    | Ангела Керек    | 6–7(5), 3–6   |
| Перемога  | 3.   | 22 серпня 1994 | ITF Горб, Німеччина           | Ґрунт    | Катрін Мюллер   | 7–6(1), 6–4   |
| Поразка   | 4.   | 13 квітня 1997 | ITF Ворик, Австралія          | Трава    | Дженні-Енн Фетч | 2–6, 6–4, 6–7 |
| Перемога  | 5.   | 21 квітня 1997 | ITF Делбі, Австралія          | Тверде   | Еві Домінікович | 7–5, 7–6      |
| Поразка   | 6.   | 28 квітня 1997 | ITF Куралбін, Австралія       | Тверде   | Еві Домінікович | 2–6, 4–6      |
| Поразка   | 7.   | 31 травня 1997 | Бандаберг, Австралія          | Тверде   | Ліза Макші      | 4–6, 2–6      |
| Перемога  | 8.   | 13 липня 1997  | ITF Істон, США                | Тверде   | Карін Міллер    | 6–3, 6–3      |

### Парний розряд: 41 (22–19)
| Результат | Ранг | Дата              | Турнір                         | Покриття   | Партнерка                  | Суперниці                           | Рахунок            |
| --------- | ---- | ----------------- | ------------------------------ | ---------- | -------------------------- | ----------------------------------- | ------------------ |
| Перемога  | 1.   | 27 вересня 1993   | ITF Йоганесбурґ, ПАР           | Тверде     | Лусінда Ґіббс              | Яніне Гамфріс Сінді Саммерс         | 6–1, 6–2           |
| Перемога  | 2.   | 27 березня 1994   | Найробі, Кенія                 | Тверде     | Кара Блек                  | Сібілл Сейфрід Магі Серна           | 6–2, 6–2           |
| Поразка   | 3.   | 8 серпня 1994     | Падерборн, Німеччина           | Ґрунт      | Карміна Хіральдо           | Нора Байчикова Сімона Недоростова   | 2–6, 4–6           |
| Поразка   | 4.   | 15 серпня 1994    | Бергіш-Гладбах, Німеччина      | Ґрунт      | Карміна Хіральдо           | Забіне Герке Елізабет Габелер       | 3–6, 2–6           |
| Поразка   | 5.   | 31 жовтня 1994    | Монтевідео, Уругвай            | Ґрунт      | Ана Паула Занноні          | Віраг Чурго Петра Мандула           | 4–6, 5–7           |
| Поразка   | 6.   | 7 листопада 1994  | Буенос-Айрес, Аргентина        | Ґрунт      | Лаура Монтальво            | Віраг Чурго Петра Мандула           | 3–6, 3–6           |
| Поразка   | 7.   | 4 грудня 1995     | Сан-Паулу, Бразилія            | Тверде     | Каталін Мароші             | Ванесса Менга Лусіана Телла         | 3–6, 2–6           |
| Перемога  | 8.   | 31 березня 1996   | Олбері, Австралія              | Трава      | Деніелл Джонс              | Хотта Томое Енджі Марік             | 7–6, 6–3           |
| Перемога  | 9.   | 24 березня 1997   | Воррнамбул, Австралія          | Трава      | Ширлі-Енн Сіддалл          | Джоанн Ліммер Ліза Макші            | 6–4, 4–6, 7–6      |
| Перемога  | 10.  | 30 березня 1997   | Воррнамбул, Австралія          | Трава      | Ширлі-Енн Сіддалл          | Джоан Ворд Лорна Вудрофф            | 3–6, 6–2, 6–3      |
| Поразка   | 11.  | 4 квітня 1997     | Корова, Австралія              | Трава      | Ширлі-Енн Сіддалл          | Труді Мусгрейв Джейн Тейлор         | 4–6, 7–6, 4–6      |
| Перемога  | 12.  | 26 квітня 1997    | Далбі, Австралія               | Тверде     | Ліза Макші                 | Дженні-Енн Фетч Рені Рід            | 6–0, 6–3           |
| Перемога  | 13.  | 3 травня 1997     | Kooralbyn, Австралія           | Тверде     | Ліза Макші                 | Дженні-Енн Фетч Рені Рід            | 6–7(4), 6–1, 6–3   |
| Перемога  | 14.  | 10 травня 1997    | Гоуп-Айленд, Австралія         | Тверде     | Ліза Макші                 | Дженні-Енн Фетч Рені Рід            | 6–4, 6–4           |
| Поразка   | 15.  | 17 травня 1997    | Кебулче, Австралія             | Ґрунт      | Ліза Макші                 | Асагое Сінобу Бенджамас Сангарам    | 4–6, 5–7           |
| Поразка   | 16.  | 24 травня 1997    | Джимпі, Австралія              | Ґрунт      | Ліза Макші                 | Асагое Сінобу Бенджамас Сангарам    | 7–5, 3–6, 3–6      |
| Перемога  | 17.  | 31 травня 1997    | Бандаберг, Австралія           | Ґрунт      | Ліза Макші                 | Асагое Сінобу Бенджамас Сангарам    | 4–6, 6–1, 6–1      |
| Перемога  | 18.  | 7 червня 1997     | Іпсвіч (Квінсленд), Австралія  | Ґрунт      | Ліза Макші                 | Асагое Сінобу Бенджамас Сангарам    | 6–4, 3–6, 7–5      |
| Перемога  | 19.  | 13 липня 1997     | Істон (Массачусетс), США       | Тверде     | Ліза Макші                 | Марісса Кетлін Карін Міллер         | 6–0, 3–6, 6–2      |
| Перемога  | 20.  | 5 жовтня 1997     | Санта-Клара (Каліфорнія), США  | Тверде     | Ліза Макші                 | Рейчел Макквіллан Нана Міяґі        | 7–6(3), 7–6(5)     |
| Поразка   | 21.  | 19 жовтня 1997    | Індіан-Веллс (Каліфорнія), США | Тверде     | Ліза Макші                 | Крістін Кунс Рейчел Макквіллан      | 5–7, 4–6           |
| Перемога  | 22.  | 23 листопада 1997 | Порт-Пірі, Австралія           | Тверде     | Ліза Макші                 | Александра Ольша Джессіка Стек      | 6–4, 6–3           |
| Поразка   | 23.  | 30 листопада 1997 | Нуріоотпа, Австралія           | Тверде     | Ліза Макші                 | Кетрін Берклей Керрі-Енн Г'юз       | 6–3, 7–5           |
| Поразка   | 24.  | 22 лютого 1998    | Рочестер (Міннесота), США      | Тверде (i) | Джинджер Гелгесон-Нілсен   | Кетрін Берклей Керрі-Енн Г'юз       | 4–6, 4–6           |
| Перемога  | 25.  | 17 травня 1998    | Гейнс-Сіті (Флорида), США      | Ґрунт      | Джессіка Стек              | Морін Дрейк Рената Колбовіч         | 6–3, 6–2           |
| Поразка   | 26.  | 4 жовтня 1998     | Каракас, Венесуела             | Тверде     | Жанетта Гусарова           | Марія Фернанда Ланда Седа Норландер | 4–6, 7–5, 6–7      |
| Поразка   | 27.  | 1 листопада 1998  | Остін (Техас), США             | Тверде     | Лізель Губер               | Морін Дрейк Ліндсей Лі-Вотерс       | 1–6, 1–6           |
| Поразка   | 28.  | 4 квітня 1999     | Клермонт (Каліфорнія), США     | Тверде     | Хіракі Ріка                | Рейчел Макквіллан Нана Міяґі        | 2–6, 3–6           |
| Перемога  | 29.  | 16 травня 1999    | Мідлотіан, США                 | Ґрунт      | Джессіка Стек              | Еріка Делоун Аннабел Еллвуд         | 6–4, 6–0           |
| Поразка   | 30.  | 3 жовтня 1999     | Санта-Клара (Каліфорнія), США  | Тверде     | Ніколь Пратт               | Деббі Грем Міягі Нана               | 4–6, 4–6           |
| Перемога  | 31.  | 20 лютого 2000    | Мідленд (Мічиган), США         | Тверде (i) | Хіракі Ріка                | Суріна Де Беер Ципора Обзилер       | 6–1, 1–6, 6–1      |
| Поразка   | 32.  | 1 травня 2000     | Ґіфу, Японія                   | Килим      | Суріна Де Беер             | Асагое Сінобу Юка Йосіда            | 3–6, 1–6           |
| Поразка   | 33.  | 1 жовтня 2000     | Саґа (Саґа), Японія            | Килим      | Ева Крейчова               | Аманда Огастус Емі Дженсен          | 4–6, 3–6           |
| Перемога  | 34.  | 20 жовтня 2000    | Брисбен, Австралія             | Тверде     | Аннабел Еллвуд             | Керрі-Енн Г'юз Рейчел Макквіллан    | 3–5, 4–2, 5–3, 4–1 |
| Перемога  | 35.  | 26 листопада 2000 | Нуріоотпа, Австралія           | Тверде     | Аннабел Еллвуд             | Рейчел Макквіллан Ліза Макші        | 7–6(1), 6–3        |
| Перемога  | 36.  | 3 грудня 2000     | Маунт-Гамбір, Австралія        | Тверде     | Аннабел Еллвуд             | Еві Домінікович Аманда Грем         | 6–2, 6–2           |
| Перемога  | 37.  | 10 грудня 2000    | Порт-Пірі, Австралія           | Тверде     | Аннабел Еллвуд             | Еві Домінікович Аманда Грем         | 3–6, 6–2, 6–4      |
| Перемога  | 38.  | 21 жовтня 2001    | Саутгемптон, Велика Британія   | Тверде (İ) | Ірина Селютіна             | Любомира Бачева Олена Татаркова     | 7–6(5), 2–6, 6–2   |
| Поразка   | 39.  | 28 жовтня 2001    | Даллас, США                    | Тверде     | Селютіна Ірина Геннадіївна | Хіракі Ріка Нана Міяґі              | 6–7(4), 2–6        |
| Перемога  | 40.  | 4 листопада 2001  | Гейвард (Каліфорнія), США      | Тверде     | Селютіна Ірина Геннадіївна | Аманда Огастус Абігейл Спірс        | 6–0, 7–5           |
| Поразка   | 41.  | 9 червня 2002     | ITF Сербітон, Велика Британія  | Трава      | Селютіна Ірина Геннадіївна | Жулі Пуллен Лорна Вудрофф           | 2–6, 2–6           |